# Albërie Hadërgjonaj
Albërie Hadërgjonaj, ibland Alberije, Alberia, Alberija eller Arbërie, född den 15 september 1975 i Deçani i Kosovo, är en albansk sångerska.

## Liv och karriär

### Genombrottet och debutalbum (1998)
Vid 12 års ålder vann Hadërgjonaj förstapriset i en musiktävling för hela forna Jugoslavien som hölls i Zagreb i dagens Kroatien. Hon flyttade senare till USA.
1998 återvände hon till Albanien och samma år slog hon igenom på allvar då hon som första sångare från Kosovo tog hem musiktävlingen Festivali i Këngës i Tirana med låten "Mirësia dhe e vërteta". Balladen hade ett antikrigs- och fredstema och ses ofta som en låt för Kosovo och det krig som utspelade sig under perioden. Året därpå släppte hon sitt debutalbum med titeln Lozonjare. 

### Deltagande i musikfestivaler (2003–2007)
År 2003 ställde hon upp i Kënga Magjike 5 med låten "Ti nuk je". Hon tog sig med låten till final och fick där pris för bästa framträdande. Hon slutade även trea i huvudtävlingen, som vanns av Ema Bytyçi. Åren 2005 och 2006 ställde Hadërgjonaj upp i Festivali i Këngës, som från år 2003 varit Albaniens uttagning till Eurovision Song Contest, två år i rad. År 2005 tävlade hon med bidraget "Ah sikur kjo jetë", som likt "Mirësia dhe e vërteta" hade ett fredstema och med vilket hon tog sig till final men där inte nådde topp tre. År 2006 ställde Hadërgjonaj upp med låten "Të dua zemër ty të dua". I finalen tilldelades hon 10 poäng av juryn vilket räckte till en 11:e plats av 16 deltagare. 
2006 släppte Hadërgjonaj sitt andra studioalbum, Loçka jeme.
År 2007 deltog hon i Kënga Magjike igen och hon framförde låten "Ik tani". Med låten tilldelades hon ett pris för bästa låtskrivare i tävlingen. 

### Tredje studioalbumet (2011–2012)
Under år 2011 släppte Hadërgjonaj en ny singel med titeln "Music". Hon deltog även i Kënga Magjike 13 med låten "Vetëm ty". I finalen tilldelades hon priset Kontributi në Kënga Magjike 2011. I huvudtävlingen tilldelades hon 274 poäng vilket räckte till en 15:e plats av 45 deltagare i festivalen. 2011 släppte hon även sitt tredje album, Kur nuk shkon, nuk shkon. Med på albumet fanns bland annat låtarna "Ik tani" och "Ah sikur kjo jetë". Hon släppte även en singel med samma namn som albumet, som blev dess titelspår. Singelns officiella musikvideo nominerades även i Video Festi Muzikor, där den vann kategorin för bästa video till pop-/folklåt.

### Top Fest-debut (2013–)
I mars 2013 debuterade Hadërgjonaj i Top Fest med låten "Asnjëherë". Hon lyckades med låten ta sig vidare till semifinalerna där artisterna framförde sina bidrag live med orkester. Från semifinalen tog sig Hadërgjonaj vidare till finalen av tävlingen som hälls den 8 juni i Pallati i Kongreseve i Tirana. Hadërgjonajs bidrag "Asnjëherë" var ett av tävlingens mer favorittippade bidrag, men tävlingen vanns istället av Samanta Karavello med "Loti i fundit". Hadërgjonaj tilldelades dock priset för bästa ballad i tävlingen.
För "Asnjëherë" tilldelades Hadërgjonaj i september 2013 pris för bästa interpretation vid Zhurma Show Awards 2013, Albaniens motsvarighet till Grammy.
Under hösten 2013 skulle Hadërgjonaj ursprungligen ha deltagit i den albanska versionen av Let's Dance, Dancing With the Stars Albania men på grund av att hon skulle åka till USA tillsammans med sin dotter Anxhelina ställdes hennes medverkan in. I augusti 2014 släppte hon sin första låt på över ett år, "Herët a vonë" (förr eller senare).
Hadërgjonaj deltar 2015 i Kënga Magjike 2015 med låten "Më dorën shtrirë" som, likt låten "Asnjëherë", är skriven av Olti Curri med musik av Kledi Bahiti.

## Privatliv
Hadërgjonaj gifte sig vid 15 års ålder och året därpå födde hon sitt första barn. Hon fick sin andra dotter år 1992, Anxhelina Hadërgjonaj. Även Anxhelina är sångerska och 2010 debuterade hon på allvar då hon släppte singeln "Kopje pa kuptim". 2011 deltog Anxhelina i Top Fest med låten "Kjo jetë s'mjaftoi" som Albërie Hadërgjonaj hade skrivit texten till. Hadërgjonaj är bosatt i Tirana i Albanien.

## Diskografi

### Album
- 1999 – Lozonjare
- 2006 – Loçka jeme
- 2011 – Kur nuk shkon, nuk shkon